# Šporkové
Šporkové, někdy též Sporckové (německy Sporck, či Sporckh) byli šlechtický rod pocházející ze severního Německa.

## Historie
Rod původem z Vestfálska v severním Německu, usedlý na dvoru Sporckhof 4 km severozápadně od města Delbrück v Paderbornském knížectví. Listinná rodová linie začíná osobou Franz Nolte (zvaným Sporck), doloženým v roce 1597 († 1626), vlastníkem Šporkova dvora (Sporckhof). Byl ženatý s dcerou Jobsta Sporcka, někdejšího majitele dvora.
Do Čech Šporkové přišli během třicetileté války. V roce 1647 povýšili do panského stavu. V 17. století byli povýšeni do říšského hraběcího stavu. Rod vlastnil rozsáhlá panství v Českém království, např. Hradiště, Heřmanův Městec, Malešov, Konojedy, Hořiněves, Lysá nad Labem a některá menší panství ve východních, středních a severních Čechách.

## Osobnosti rodu

Jan Špork, generál-polní maršál císařské armády (* kolem roku 1600–1679)

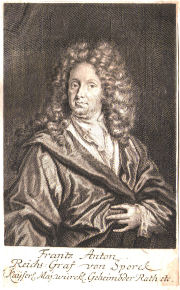
František Antonín hrabě ze Šporku (1662–1738)

- Jan Špork († 1679), jeden z mladších synů Franze Sporcka, sloužil jako prostý voják v řadách armády katolické ligy, s bavorskými oddíly válčil na Bílé hoře, v níž padl jeho starší bratr v hodnosti rytmistra. Vévoda Maxmilián Bavorský Jana povýšil na plukovníka, Jan však přešel do vojska císaře Ferdinanda II., kde se z něj stal válečný rada, dosáhl hodnosti jízdního generála-polního maršála a byl povýšen do říšského hraběcího stavu a v Českém království se domohl velkého majetku. Oženil roku 1639 s Annou Markétou z Linsingenu (1610–1657). Po smrti Anny Markéty se podruhé oženil v roce 1660 s Meklenburčankou Eleonorou Marií Kateřinou z Finecku (1639–1674).[3] V armádě sloužil až do vysokého věku. Dodnes je jeho legenda živá i v místě jeho německého rodiště, v Delbrücku.

- Synové hraběte Jana ze Šporku z druhého manželství byli František Antonín Špork (1662–1738), významný mecenáš umění a nakladatel a Ferdinand Leopold (1664–1711). František Antonín se roku 1686 oženil s Františkou Apollonií, rozenou ze Swéerts-Reistu (1667–1726). Manželé měli čtyři děti, Eleonoru Františku (1687–1717), Annu Kateřinu (1689–1754) a syny Jana Josefa a Jana Františka narozené 1691 resp. 1699, kteří však zemřeli v dětském věku. Jelikož František Antonín poté neměl žádného vlastního mužského potomka, adoptoval v roce 1718 svého zetě. Ten pocházel z téhož rodu, jako jeho manželka Františka Apollonie a jako syn jeho sestry Marie Sabiny (1661–1717) byl navíc jeho synovcem.[4] Mužská linie jeho bratra Ferdinanda Leopolda hraběte ze Šporku (1664–1711) vyhasla až v první polovině 20. století v Mnichově resp. v Mladé Boleslavi.[3]

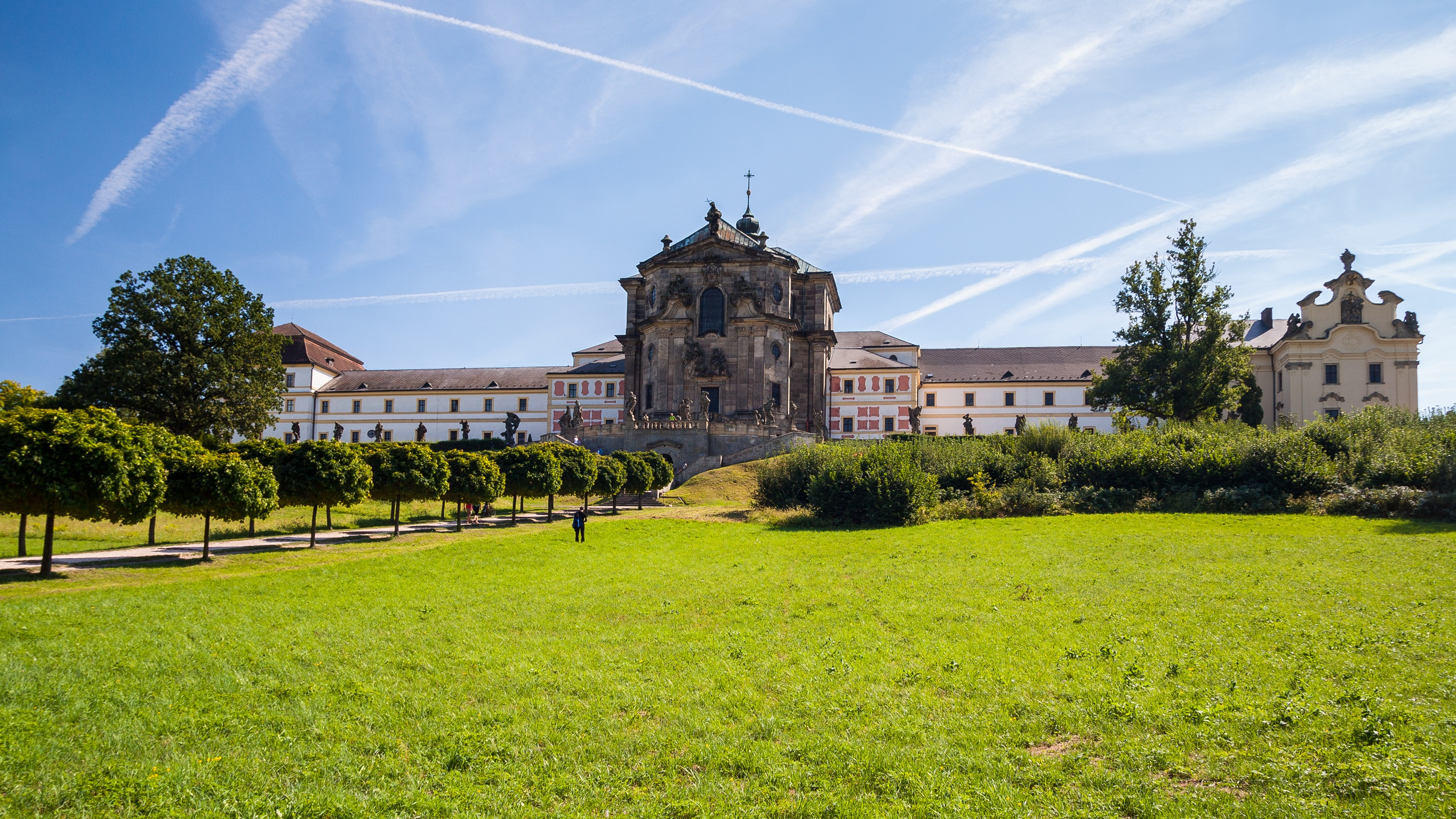
Špitál Kuks

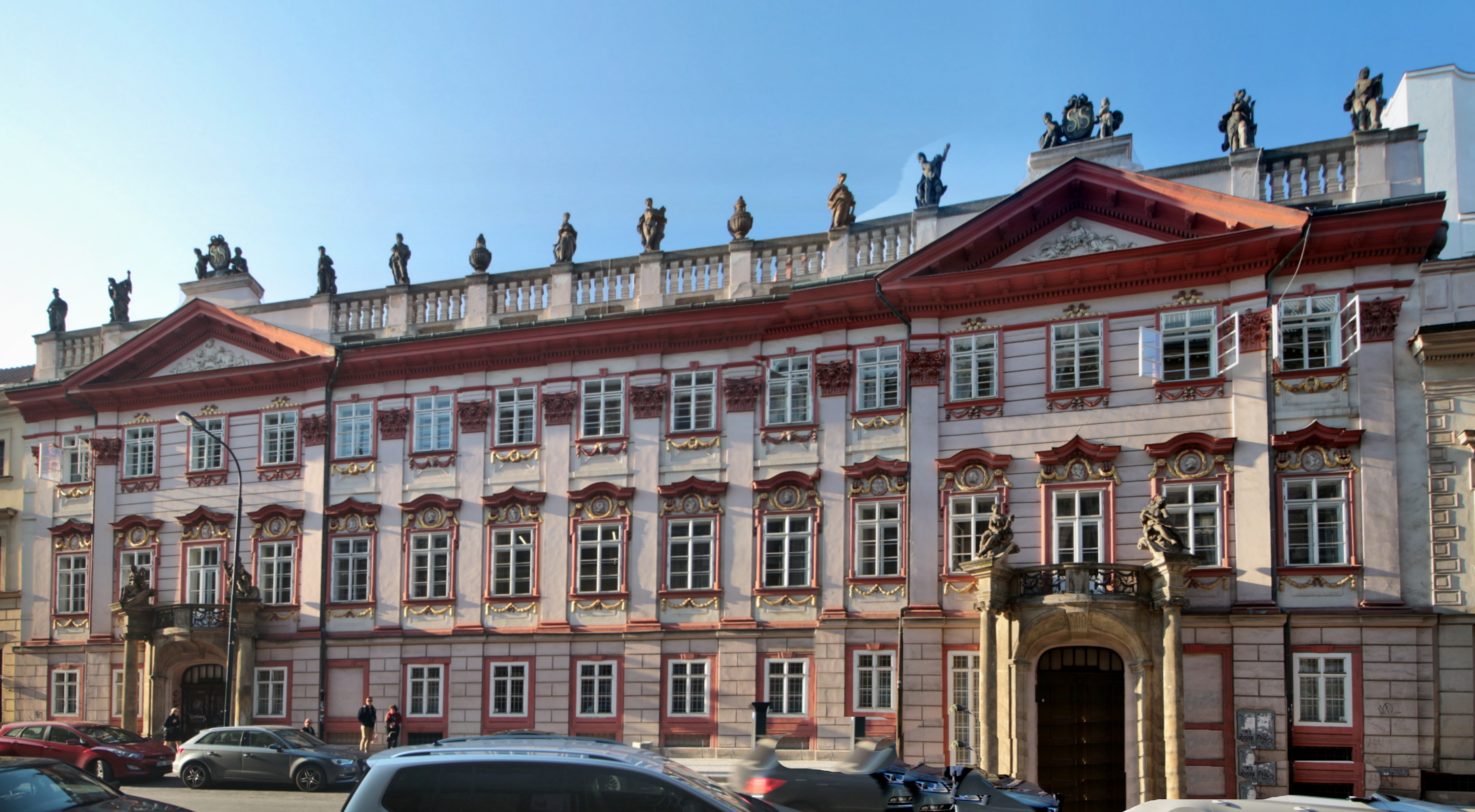
Barokní Swéerts-šporkovský palác v Praze, postavený v letech 1694 až 1699, klasicistně přestavěný roku 1783

- Nejvýznamnějším členem rodu byl František Antonín Špork (1662–1738). Studoval na pražské univerzitě, poté cestoval po celé Evropě. Od roku 1690 vykonával funkci královského místodržícího. Také patřil k prvním, kteří do Čech uvedli hru na lesní roh. Byl stavebníkem barokního zámku, hospitálu a lázní v Kuksu. Zámek i špitál spolu s lázněmi byly vyzdobeny díly předních barokních sochařů a malířů. Proslul zejména jako mecenáš významných umělců (především sochaře Matyáše Bernarda Brauna) a jeho jméno je trvale spojeno s vybudováním Kuksu a areálu zámku v Lysé nad Labem. Vybudoval knihovny v Praze, Lysé nad Labem a Kuksu, v roce 1701 založil v pražském paláci Na Poříčí první stálé šlechtické divadlo, později dokonce stálou italskou operní scénu. Vystupoval jako ostrý kritik společenských poměrů a zastánce myšlenek tolerance, na jejichž podporu vydával knihy ve své soukromé tiskárně. Právě kvůli těmto knihám se dostal do konfliktu s oficiálními kruhy, který skončil konfiskací knihovny a obžalobou z kacířství, z čehož jej obvinili jezuité, se kterými vedl spory o majetek.

- Jeho vnuk Jan Rudolf Špork (1694–1759) se stal v roce 1729 pražským pomocným biskupem a roku 1741 staroboleslavským proboštem. Jako diplomat a kanovník Lateránské baziliky pobýval v Římě a dohlížel za české země na proces kanonizace sv. Jana Nepomuckého.

- Pravnuk Jan Václav byl nejvyšším hofmistrem Království českého a ředitelem dvorské a komorní hudby na dvoře Marie Terezie. Ve vídeňském dvorském divadle prosazoval Mozartovy opery.

V roce 1723 získal panství Dubá v jižní části Českolipska hrabě František Karel Rudolf Swéerts-Sporck. Velice se zasloužil o rozvoj městečka, kde nechal postavit řadu barokních budov včetně kostela a sousoší. U císaře Karla VI. pro Dubou vymohl pořádání čtyř výročních trhů.
Rod vymřel jako bezvýznamný po meči v roce 1928.

### Swéerts-Sporckové
František Karel Rudolf svobodný pán ze Swéertsu a Reistu (1688–1757) pocházel z bruselského patricijského rodu. Jeho otec František Jan ze Swéerts-Reistu obdržel roku 1654 český inkolát, roku 1712 se oženil s dcerou Františka Antonína ze Šporku, svou sestřenkou Annou Kateřinou a z matčiny strany byl vnukem hraběte Jana ze Šporku. Připadlo mu dědictví po jeho strýci a tchánovi a současně adoptivním otci. Mimo další šporkovské majetky získal také pozdější Swéerts-šporkovský palác na Novém Městě pražském. 15. prosince 1718 byl ve Vídni se svými potomky z manželství se Šporkovskou dědičkou povýšen do českého hraběcího stavu a získal oprávnění na sloučení jména a erbu s hrabaty ze Šporku jako hrabě ze Swéerts-Sporcku (Graf von Swéerts-Sporck). Rod Swéerts-Sporcků, který 12. prosince 1819 získal zeměpanství v Kraňsku, žije dosud.

## Pohřebiště
- Hrobka Sporcků a Swéerts-Sporcků

## Příbuzenstvo
Spojili se s Vrabskými z Vrabí, Věžníky, Voračickými z Paběnic, Clary-Aldringeny či Swéertsy.